# Iulia Leorda
Iulia Leorda (Cimișlia, 18 luglio 1994) è una lottatrice moldava, vincitrice della medaglia d'argento ai mondiali di Oslo 2021 nel torneo dei -53 kg e di quella di bronzo agli europei di Varsavia 2021. Vanta inoltre due un oro e un bronzo ai Mondiali universitari e un argento ai Giochi olimpici giovanili di Singapore 2010.

## Palmarès
- Mondiali

Oslo 2021: argento nei -53 kg;
- Europei

Varsavia 2021: bronzo nei -53 kg;
Budapest 2022: bronzo nei 53 kg.
- Mondiali universitari

Pécs 2014: oro nei -53 kg;
Çorum 2016: bronzo nei -53 kg;
- Giochi olimpici giovanili

Singapore 2010: argento nei -46 kg;